# Шалкар (озеро, Западно-Казахстанская область)
Шалка́р (Челка́р; каз. Шалқаро файле) — солоноватое озеро, расположенное на территории Теректинского района Западно-Казахстанской области в республике Казахстан к югу от города Уральск. Площадь зеркала в разные годы варьирует от 190 до 200 км².

## Этимология
Слово шалқар в казахском языке означает «большой», «просторный» и обычно применяется для описания водоёмов.

## Гидрография
Озеро расположено на высоте 17,5 метров над уровнем моря (43 метра над уровнем Каспия). Площадь озера составляет 205,8 км² при средней глубине 5 м, максимальная достигает 13 м, ширина — 14,7 км, длина — 18,4 км. Озеро окружено с севера солончаками. Питание снеговое и подземное. Высшие уровни озера наблюдаются в мае, колебания которых могут достигать 1,8—2,0 м. Озеро замерзает поздно — в ноябре, вскрывается также поздно — в мае. По причине маловодности стока вода озера непригодна для питья: весной во время наличия стока в Урал она солоноватая, к концу лета становится горько-солёной.
В озеро впадают маловодные реки Шолаканкаты (Шолак Анкаты) и Есенанкаты (Есен Анкаты), вытекает пересыхающая река Солянка (принадлежит бассейну реки Урал).

## Флора и фауна
Как и многие другие солёные озёра Казахстана, Шалкар богато рыбой, в нём водятся лещ, сазан, линь, окунь, щука, сом и бычки. В камышовых зарослях, окружающих озеро, водится множество водоплавающей птицы.

## Сейсмоактивность
В районе озера известны землетрясения. Самое сильное из них произошло 26 апреля 2008 года магнитудой 5,3 и интенсивностью в эпицентре 7 баллов. Землетрясение, вероятнее всего, имеет тектоническую природу.